# Periquesta canariensis
Periquesta canariensis är en ringmaskart som beskrevs av Alberto Brito och Nunez 2002. Periquesta canariensis ingår i släktet Periquesta och familjen Questidae. Inga underarter finns listade i Catalogue of Life.